# Zwartdijkardinaal
De zwartdijkardinaal (Pheucticus tibialis) is een zangvogel uit de familie Cardinalidae (kardinaalachtigen).

## Verspreiding en leefgebied
Deze soort komt voor in de vochtige bergwouden van Costa Rica en westelijk Panama.